# Negative Spaces
Negative Spaces je šesté studiové album americké zpěvačky Poppy. Album bylo vydáno studiem Sumerian Records 15. listopadu 2024. Produkoval jej Jordan Fish, bývalý klávesista skupiny Bring Me the Horizon.

## Pozadí
Dne 27. října 2023 Poppy vydala své páté album Zig. V několika rozhovorech naznačila možný druhý díl alba Zig, který nazvala Zag. Během roku 2024 se objevila jako host v singlech „V.A.N“, od americké skupiny Bad Omens, a „Suffocate“, od americké skupiny Knocked Loose, přičemž oba singly obdržely kladná hodnocení a pozitivní reakce. V červnu vydala singl „New Way Out“. V rozhovoru pro NME potvrdila, že její nové album je „za rohem“ a že bude produkováno Jordanem Fishem. Dne 17. září 2024 vydala další singl s názvem „They're All Around Us“. Album a datum vydání byly oznámeny 23. září 2024 s datem vydání alba 15. listopadu 2024. Následně byly 15. října 2024 vydány dva singly „The Cost of Giving Up“ a „Crystallized“.

## Kompozice
Album je popisováno žánrově jako alternativně metalové, metalcorové, industriální, pop metal, elektropopové, synthpopové a hyperpopové, navíc obsahuje prvky grunge, emo, space rock a progresivní metal.

## Seznam skladeb
Všechny skladby napsal(i) Poppy, Jordan Fish a Stephen Harrison, pokud není uvedeno jinak. 
| Negative Spaces | Negative Spaces          | Negative Spaces                | Negative Spaces |
| Pořadí          | Název                    | Autor                          | Délka           |
| --------------- | ------------------------ | ------------------------------ | --------------- |
| 1.              | Have You Had Enough      |                                | 3:38            |
| 2.              | The Cost of Giving Up    |                                | 3:17            |
| 3.              | They're All Around Us    |                                | 3:25            |
| 4.              | Yesterday                |                                | 0:48            |
| 5.              | Crystallized             | Moriah Pereira, Jordan Fish    | 3:06            |
| 6.              | Vital                    |                                | 3:20            |
| 7.              | Push Go                  |                                | 3:33            |
| 8.              | Nothing                  |                                | 3:04            |
| 9.              | The Center's Falling Out |                                | 2:25            |
| 10.             | Hey There                |                                | 1:29            |
| 11.             | Negative Spaces          |                                | 2:55            |
| 12.             | Surviving on Defiance    | Pereira, Fish, Julian Gargiulo | 3:28            |
| 13.             | New Way Out              |                                | 3:23            |
| 14.             | Tomorow                  |                                | 0:52            |
| 15.             | Halo                     | Pereira, Fish                  | 3:41            |
| Celková délka:  | Celková délka:           | Celková délka:                 | 42:24           |